# Медисон (Џорџија)
Медисон (Џорџија) (енгл. Madison) град је у америчкој савезној држави Џорџија. По попису становништва из 2010. у њему је живело 3.979 становника.

## Демографија
Према попису становништва из 2010. у граду је живело 3.979 становника, што је 343 (9,4%) становника више него 2000. године.
| Група             | 2000.         | 2010.         |
| Белци             | 1.755 (48,3%) | 1.979 (49,7%) |
| Афроамериканци    | 1.739 (47,8%) | 1.813 (45,6%) |
| Азијати           | 36 (1,0%)     | 38 (1,0%)     |
| Хиспаноамериканци | 76 (2,1%)     | 104 (2,6%)    |
| Укупно            | 3.636         | 3.979         |